# Memento mori (вид)
Memento mori (лат.) — ископаемый вид тараканов, единственный в составе рода †Memento из семейства Caloblattinidae. Юрский период, карабастауская свита (около 160 млн лет; Каратау, Казахстан).

## Этимология
Названия рода и вида Memento mori происходит от латинского выражения Memento mori (помни о смерти).

## Описание
Длина передних крыльев 12—18 мм, ширина до 6 мм. Отличается от всех представителей семейства немодифицированными крыльями и широкой немодифицированным переднеспинкой (плезиоморфии). От всех известных Caloblattinidae отличается хищными передними ногами и вероятной насекомоядностью. Близкий род Olzmasg отличается измененным передним краем передних крыльев.

## Таксономия
Вид был впервые описан в 2024 году словацким палеоэнтомологом Петером Вршанским (Peter Vršanský; Institute of Zoology, Словацкая академия наук, Братислава, Словакия) по типовым материалам из юрских отложений карабастауской свиты (Каратау, Туркестанская область, Казахстан). Включён в состав семейства Caloblattinidae Vršanský et Ansorge in Vršanský (2000).